# انتونیو سارمینتو
انتونیو سارمینتو (انگلیسی: Antonio Sarmiento؛ زادهٔ ۲۷ ژوئیهٔ ۱۹۷۹) بازیکن فوتبال اهل اسپانیا است.
از باشگاه‌هایی که در آن بازی کرده‌است می‌توان به باشگاه فوتبال کوردوبا اشاره کرد.